# ارتباط (إحصاء)
هذه المقالة تتكلم عن معامل الارتباط بين متغيرين. من أجل استخدامات أخرى انظر ارتباط (توضيح)
في نظرية الاحتمالات والإحصاء يبين الارتباط أو معامل الارتباط قوة العلاقة واتجاه العلاقة الخطية بين متغيرات عشوائية. أما استخدام المصطلح في المفهوم العام فيعبر عن أي علاقة وليس بالضرورة أن تكون خطية.
هناك عدة عوامل تستخدم في عدة حالات. أفضلها ما يعرف باسم معامل ارتباط جداء-عزم بيرسون (Pearson product-moment correlation coefficient) والذي يحصل عليه بقسمة التغاير لمتحولين على جداء انحرافهما المعياري، وعلى الرغم من اسم هذه الطريقة إلا أنه تم وضعها للمرة الأولى من قبل فرانسيس جالتون.

## استخدامات الارتباط في الإحصاء
هو معامل يقيس الارتباط مدى العلاقة بين الظواهر المختلفة (ظاهرتين أو أكثر أو متغيرين أو أكثر) لمعرفة ما إذا كان تغير أحدهما أو مجموعة منها مرتبطاً بتغير الأخرى، فقد يريد الباحث معرفة ما إذا كان هناك علاقة بين التدخين والإصابة بمرض في الرئة، أو بين درجة تعليم الشخص ومستوى دخله. أو بين الحالة التعليمية والحالة الاجتماعية للناخب. وكما نرى فإنه يمكن أن نذكر الكثير بين الأمثلة في مختلف المجالات بل قد يرغب الباحث في دراسة العلاقة بين أكثر من متغيرين في وقت واحد.
قد يريد الباحث معرفة تأثير درجة التعليم ومستوى الدخل وحجم الأسرة على درجة الوعي السياسي للشخص. في هذا المثال يريد الباحث معرفة تأثير ثلاثة متغيرات على متغير رابع وهكذا.
وتحليل الارتباط يعني دراسة العلاقة بين متغيرين، والهدف الاساسي له هو تحديد مدى درجة العلاقة بين المتغيرات، من صفر (لا يوجد ارتباط no Correlation) إلى الارتباط الكامل (Perfect Correlation).

## العلاقة بين متغيرين
وتختلف العلاقة بين متغيرين من حيث قوتها، فإذا كان تغير أحد المتغيرات أو بعضها يعتمد كلياً على تغير الأخرى، نقول أن الارتباط بينهم كاملاً Perfect Correlation مثلاً العلاقة بين مساحة الدائرة ونصف قطرها، أما إذا كان الارتباط بين المتغيرات غير كامل، بمعنى أن تغير احدهما لا يعتمد كلياً على تغير الأخر، فنقول بأن الارتباط هو أرتباط غير تام مثل العلاقة بين وزن الفرد وطوله، أو بين التحصيل ومدى ساعات الدراسة، أو بين الدخل والمصروفات. يمكن تحديد الارتباط بين متغيرين من خلال استخدام مجموعة من الإحصاءات تعرف بأسم معاملات الارتباط ومعامل الارتباط هو رقم يلخص التحسن في تخمين القيم على متغير واحد لأي حالة على أساس معرفة قيم المتغير الثاني، فكلما ارتفع المعامل قوي الارتباط، ومن ثم تحسنت قدرتنا التنبؤية أو التفسيرية. وتتراوح معاملات الارتباط بين صفر وواحد (أو -1)، وتشير القيم التي تقترب من 1 إلى وجود أرتباط قوي نسبياً أما تلك التي تقترب من صفر فتشير إلى أرتباط ضعيف نسبياً.ويتطلب كل مستوى قياس أنواع مختلفة من الحسابات وبالتالي فلكل من هذه المستويات اختبارات أرتباط مختلفة. إضافة إلى حجم الارتباط يهتم الباحث بمعرفة اتجاه العلاقة بين المتغيرين فهل هي علاقة طردية أو عكسية، وتجدر الإشارة هنا إلى أن مفهوم الاتجاه ليس له معنى على مستوى القياس الأسمى، حيث إن الأرقام على هذا المستوى من القياس مجرد عناوين للفئات، وبالتالي لاتتغير إشارات معاملات الارتباط الإسمية فكلها موجبة وتشير إلى مدى قوة الارتباط، أما على مستوى قياس الفترة فإن الإشارات تتغير ولها دلالات هندسية على درجة عالية نسبياً من التعقيد. وأخيراً يهتم الباحث باختبارات الدلالة الإحصائية وهي الاختبارات التي توضح احتمالاً نتكون العلاقات التي يلاحظها الباحث نتاج التحيز في عملية الاختبار بدلاً من أن تعكس علاقات موجودة فعلاً في مجمع البحث.

## أنواع الارتباط
أن قيمة معامل الارتباط محصورة في الفترة المغلقة [-1، 1 ] وتتحدد نوعية الارتباط من الجدول التالي:
| قيمةمعامل الارتباط      | نوع الارتباط      |
| ----------------------- | ----------------- |
| 1+                      | ارتباط طردي تام   |
| من 0.7 إلى أقل من +1    | ارتباط طردي قوى   |
| من 0.4 إلى أقل من 0.7   | ارتباط طردي متوسط |
| من صفر إلى أقل من 0.4   | ارتباط طردي ضعيف  |
| صفر                     | ارتباط منعدم      |
| من -0.7 إلى أقل من -1   | ارتباط عكسي قوى   |
| من -0.4 إلى أقل من -0.7 | ارتباط عكسي متوسط |
| من صفر إلى أقل من -.04  | ارتباط عكسي ضعيف  |

## معامل ارتباط جداء-عزم بيرسون

### الخصائص الرياضية
يعرف معامل الارتباط ρX, Y بين متغيرن عشوائيين X وY بقيم متوقعة μX وμY a وانحراف معياري σX وσY على الشكل:
{\displaystyle \rho _{X,Y}={\mathrm {cov} (X,Y) \over \sigma _{X}\sigma _{Y}}={E((X-\mu _{X})(Y-\mu _{Y})) \over \sigma _{X}\sigma _{Y}},}
حيث E هي القيمة المتوقعة و cov تعني تغاير. هناك ترميز شائع مستخدم هو
{\displaystyle \mathrm {corr} (X,Y)=\rho _{X,Y}\,.}
وبما أنμX = E(X),
σX2 = E[(X - E(X))2] = E(X2) − E2(X) and
وبشكل مماثل لـ Y، فإننا نستطيع أن نكتب أيضاً
{\displaystyle \rho _{X,Y}={\frac {E(XY)-E(X)E(Y)}{{\sqrt {E(X^{2})-E^{2}(X)}}~{\sqrt {E(Y^{2})-E^{2}(Y)}}}}.}
من الممكن تعريف الارتباط فقط إذا كان كلا الانحرافان المعياريان منتهيان وكلاهما لا يساوي الصفر.